# Leave the Light On
Leave the Light On – trzeci album studyjny amerykańskiej piosenkarki Beth Hart. Wydawnictwo ukazało się 21 października 2003 roku nakładem wytwórni muzycznej Koch Records. Materiał został wyprodukowany przez samą piosenkarkę, którą w nagraniach wsparli liczni muzycy sesyjni, m.in. tacy jak: organiści Richard Baker i Paul Buckmaster, perkusista Rev. Brady Blade oraz Mike Bradford, który zagrał na gitarze basowej oraz instrumentach klawiszowych.

## Lista utworów
Opracowano na podstawie materiału źródłowego.
| Nr  | Tytuł utworu                             | Autorzy                               | Długość |
| --- | ---------------------------------------- | ------------------------------------- | ------- |
| 1.  | „Lifts You Up”                           | Beth Hart, Greg Sutton, Bob Thiele    | 3:37    |
| 2.  | „Leave the Light On”                     | Beth Hart, Oliver Leiber              | 4:02    |
| 3.  | „Bottle of Jesus”                        | Beth Hart, Glen Burtnick              | 3:13    |
| 4.  | „Wild Horses” (cover The Rolling Stones) | Mick Jagger, Keith Richards           | 4:11    |
| 5.  | „World Without You”                      | Oliver Leiber, John Shanks            | 4:07    |
| 6.  | „Lay Your Hands on Me”                   | Beth Hart, Jon Nichols                | 4:11    |
| 7.  | „Monkey Back”                            | Beth Hart, Jon Nichols                | 3:17    |
| 8.  | „Broken and Ugly”                        | Beth Hart                             | 3:22    |
| 9.  | „If God Only Knew”                       | Beth Hart, Greg Sutton, Kevin Savigar | 3:43    |
| 10. | „Lifetime”                               | Beth Hart                             | 4:07    |
| 11. | „Sky Full of Clover”                     | Beth Hart                             | 4:02    |
| 12. | „I’ll Stay With You”                     | Beth Hart                             | 3:20    |
|     |                                          |                                       | 45:12   |

| Reedycja CD 1 | Reedycja CD 1          | Reedycja CD 1 |
| Nr            | Tytuł utworu           | Długość       |
| ------------- | ---------------------- | ------------- |
| 1.            | „Hiding Under Water”   | 4:27          |
| 2.            | „Say Something”        | 3:12          |
| 3.            | „Crazy Kind Of Day”    | 4:08          |
| 4.            | „I Don’t Want To Be”   | 3:57          |
| 5.            | „Learning To Live”     | 4:13          |
| 6.            | „Lifts You Up”         | 3:38          |
| 7.            | „Leave The Light On”   | 4:02          |
| 8.            | „Bottle Of Jesus”      | 3:18          |
| 9.            | „World Without You”    | 4:11          |
| 10.           | „Lay Your Hands On Me” | 4:12          |
| 11.           | „Broken & Ugly”        | 3:23          |
| 12.           | „Lifetime”             | 4:10          |
| 13.           | „If God Only Knew”     | 3:45          |
| 14.           | „Money Back”           | 3:20          |
| 15.           | „Sky Full Of Clover”   | 4:02          |
| 16.           | „I’ll Stay With You”   | 4:24          |
|               |                        | 1:02:22       |

| Reedycja CD 2 | Reedycja CD 2                                      | Reedycja CD 2 |
| Nr            | Tytuł utworu                                       | Długość       |
| ------------- | -------------------------------------------------- | ------------- |
| 1.            | „Hiding Under Water” (Live Recording Paradiso)     | 4:37          |
| 2.            | „Broken & Ugly” (Live Recording Paradiso)          | 4:39          |
| 3.            | „Leave The Light On” (Live Recording Paradiso)     | 4:32          |
| 4.            | „Get Your Shit Together” (Live Recording Paradiso) | 5:42          |
| 5.            | „L.A. Song”                                        | 3:55          |
|               |                                                    | 23:25         |

## Listy sprzedaży
| Lista             | Kraj          | Pozycja | Status             |
| ----------------- | ------------- | ------- | ------------------ |
| Album Top-40      | Dania         | 5       | 2x platynowa płyta |
| MegaCharts        | Holandia      | 17      |                    |
| VG-Lista          | Norwegia      | 23      |                    |
| Recorded Music NZ | Nowa Zelandia | 21      |                    |

## Wydania
| Rok  | Nr katalogowy                | Format               | Wytwórnia                                | Region            | Źródło |
| ---- | ---------------------------- | -------------------- | ---------------------------------------- | ----------------- | ------ |
| 2003 | KOC-CD-8241                  | CD, Album            | Koch Records                             | Stany Zjednoczone | [ 9 ]  |
| 2003 | 5050467135321                | CD, Album            | WEA                                      | Benelux           | [ 9 ]  |
| 2003 | PRO4497, 5050467-1353-2-1    | CD, Album, Promo     | Koch Entertainment, Warner Music Benelux | Benelux           | [ 9 ]  |
| 2004 | 5177182000                   | CD, Album            | Sony Music Entertainment                 | Dania             | [ 9 ]  |
| 2005 | 987 054-6                    | 2xCD, Album          | Universal Music                          | Benelux           | [ 9 ]  |
| 2005 | 334 60123                    | CD, Album            | Bonnier Music                            | Szwecja           | [ 9 ]  |
| 2005 | 82876 68664 2                | CD, Album, S/Edition | Sony BMG Music Entertainment             | Dania             | [ 9 ]  |
| 2005 | 060249 878513 3              | CD, Album            | Vertigo Records                          | Niemcy            | [ 9 ]  |
| 2005 | 987 851-3, 0-06024-9878513-3 | CD, Album, RE        | Universal Music                          | Niemcy            | [ 9 ]  |
| 2013 | MOVLP789                     | 2xLP, Album, RE      | Music On Vinyl                           | Holandia          | [ 9 ]  |